# Il ritorno dell'alieno
Il ritorno dell'alieno, noto anche come Xtro 2 - Il ritorno dell'alieno, è un film del 1990 diretto da Harry Bromley-Davenport.
Si tratta del sequel del film Xtro - Attacco alla Terra, anche se non ha nulla a che vedere col film precedente.
Il film ha avuto un sequel nel 1995, intitolato Xtro 3: Watch the Skies.

## Trama
In un supersegreto laboratorio scientifico situato a centinaia di metri sotto le Montagne Rocciose, il dr. Alex Sommerfeld sta compiendo esperimenti sui viaggi tridimensionali. Durante un esperimento qualcosa va storto e la dottoressa Vivian Marshall, unica superstite di un gruppo di scienziati, si ritrova ad essere l'incubatrice di una creatura aliena che inizierà a seminare morte e terrore nella struttura.

## Produzione
Harry Bromley Davenport, regista del film Xtro - Attacco alla Terra (1982), riuscì in qualche modo a mantenere i diritti del nome Xtro, ma non i diritti della storia. Avendo bisogno di soldi, Davenport decise di realizzare un altro film usando il nome Xtro nel titolo spacciandolo così per un sequel al solo scopo di ottenere lo stesso successo del film originale.
In un'intervista il regista Harry Bromley Davenport affermò di odiare questo film e di averlo girato esclusivamente per bisogno di soldi, disse inoltre che fu estremamente difficile lavorare con l'attore Jan-Michael Vincent, il quale non memorizzava le sue battute perché non aveva alcun interesse circa la riuscita del film.

## Citazioni cinematografiche
- In alcuni dialoghi del film sono citati i film Buck Rogers (1939) ed E.T. l'extra-terrestre (1982).
- Il mostro fuoriesce dall'addome della donna in un modo simile a quello visto nel film Aliens - Scontro finale (1986). Anche la scena dove i marines usano una gigante macchina ricorda quella presente in Aliens.